# Leucocodon
Leucocodon  es un género de plantas con flores perteneciente a la familia de las rubiáceas. Incluye una sola especie: Leucocodon reticulatum Gardner (1847).
Es nativo de Sri Lanka.